# Taue Tomihisa
Taue Tomihisa (田上 富久) (sinh ngày 10 tháng 12 năm 1956) là chính trị gia người Nhật Bản. Ông từng làm thị trưởng thành phố Nagasaki nhiệm kỳ 2007-2023.